# Mira Sorvino
Mira Katherine Sorvino (Tenafly, Nueva Jersey, 28 de septiembre de 1967) es una actriz estadounidense, ganadora de un Óscar y un Globo de Oro.

## Biografía
Nació en Tenafly en el estado de Nueva Jersey como Mira Katherine Sorvino, hija de Lorraine Ruth Davis y del también conocido actor Paul Sorvino, de ascendencia italiana. Creció en Nueva Jersey y dedicó su infancia y adolescencia a los estudios académicos y no en prepararse para una carrera de actriz; ya que su padre no quería que sus hijos se convirtiesen en estrellas de cine siendo aún muy jóvenes.
Aun así, durante los últimos cursos Sorvino intervino en producciones teatrales del colegio, donde adquirió sus primeras experiencias de interpretación. Más tarde continuó actuando en los montajes teatrales de su universidad. Estudió en la Universidad Harvard, donde se licenció «magna cum laude» en estudios de Lengua y Civilización del Este Asiático. Vivió un año en China, durante el cual aprendió a hablar con fluidez el chino mandarín. También habla el francés.[cita requerida]
Después de terminar sus estudios universitarios, Sorvino pasó tres años en Nueva York intentando hacerse un nombre como actriz sin ayuda de nadie. Como tantos otros jóvenes actores y actrices, también ella hizo diversos trabajos mientras esperaba su oportunidad. Uno de sus trabajos fue el de ayudante de producción en una compañía cinematográfica. Cuando en 1993 se inició la preproducción de la película Amongst Friends, Sorvino fue contratada como tercera ayudante de dirección. Sin embargo, pronto fue promocionada a los puestos de directora de casting y de productora asistente, y finalmente se le ofreció el papel principal femenino de la película. Las críticas de su actuación fueron positivas, lo que le abrió las puertas para actuar en otras películas.
Una interpretación que en 1995 la convirtió en una actriz de reconocido prestigio fue la de prostituta parlanchina y de voz aguda en Poderosa Afrodita, de Woody Allen, por la que Sorvino obtuvo el Óscar en 1996 a la mejor actriz de reparto. Desde entonces ha trabajado de forma continuada en papeles principales y secundarios, en películas de las que algunas tuvieron un considerable éxito comercial, como Romy y Michelle, coprotagonizada por Lisa Kudrow, y A primera vista, con Val Kilmer.
Sorvino mantuvo durante varios años una relación con Quentin Tarantino, y luego con el actor francés Olivier Martínez. Actualmente está casada con el actor Christopher Backus, con el que ha tenido 4 hijos: Mattea Angel, Johnny Christopher King, Holden Paul Terry y Lucia.
Sorvino es participante vocal del movimiento #MeToo y denunció haber sufrido acoso sexual por parte de Harvey Weinstein como parte de las acusaciones de abuso sexual contra él. El director Peter Jackson reconoció que Weinstein la había vetado junto a Ashley Judd (otra víctima de Weistein) de participar en la trilogía cinematográfica de El Señor de los Anillos. En 2019 también confesó haber sufrido una violación durante una cita. Sorvino es activista por los derechos humanos y ha participado en campañas contra el tráfico humano en Darfur.

## Filmografía

### Cine
| Año  | Título                                 | Personaje             |
| ---- | -------------------------------------- | --------------------- |
| 1993 | The Obit Writer                        |                       |
| 1993 | Amongst Friends                        | Laura                 |
| 1993 | Nyû Yôku no koppu                      | Maria                 |
| 1994 | Quiz Show: El dilema                   | Sandra Goodwin        |
| 1994 | Barcelona                              | Marta Ferrer          |
| 1994 | The Dutch Master                       | Teresa                |
| 1995 | Poderosa Afrodita                      | Linda Ash             |
| 1995 | Blue in the Face                       | Mujer joven           |
| 1996 | Beautiful Girls                        | Sharon Cassidy        |
| 1996 | Tales of Erotica                       | Teresa                |
| 1996 | Sweet Nothing                          | Monika                |
| 1996 | Tarantella                             | Diane                 |
| 1997 | Romy and Michele's High School Reunion | Romy White            |
| 1997 | Mimic                                  | Dra. Susan Tyler      |
| 1998 | The Replacement Killers                | Meg Coburn            |
| 1998 | Lulu on the Bridge                     | Celia Burns           |
| 1998 | Too Tired to Die                       | Muerte/Jean           |
| 1998 | Free Money                             | Agente Karen Polarski |
| 1999 | A primera vista                        | Amy Benic             |
| 1999 | Summer of Sam                          | Dionna                |
| 2001 | The Grey Zone                          | Dina                  |
| 2001 | The Triumph of Love                    | La princesa           |
| 2002 | WiseGirls                              | Meg Kennedy           |
| 2002 | Semana santa                           | Maria Delgado         |
| 2003 | Gods and Generals                      | Fanny Chamberlain     |
| 2004 | La memoria de los muertos              | Delila                |
| 2006 | Covert One: The Hades Factor           | Randi Russell         |
| 2007 | Reservation Road                       | Ruth                  |
| 2009 | Multiple Sarcasms                      | Cari                  |
| 2009 | Like Dandelion Dust                    | Wendy Porter          |
| 2009 | The Trouble with Cali                  | Maestra de ballet     |
| 2009 | Sweet Flame                            | Sheila                |
| 2009 | Leningrado                             | Kate Davis            |
| 2010 | The Presence                           | La mujer              |
| 2011 | Angels Crest                           | Angie                 |
| 2012 | Union Square                           | Lucy                  |
| 2012 | Perfect Sisters                        | Linda                 |
| 2012 | Smitty                                 | Amanda                |
| 2012 | Trade of Innocents                     | Claire Becker         |
| 2013 | Space Warriors                         | Sally Hawkins         |
| 2015 | El poder de la cruz                    | Samantha              |
| 2015 | Quitters                               | May Rayman            |
| 2016 | Indiscretion                           | Veronica              |
| 2017 | 6 Below                                | Susan                 |
| 2018 | Look Away                              | Amy                   |
| 2019 | Badland                                |                       |
| 2019 | Stuber                                 |                       |
| 2021 | After: almas perdidas                  | Carol Young           |
| 2022 | Lamborghini: The Man Behind the Legend | Annita Lamborghini    |
| 2023 | Sonido de libertad                     | Katherine Ballard     |

### Televisión
| Año       | Título               | Personaje                      |
| --------- | -------------------- | ------------------------------ |
| 1992      | Swans Crossing       | Sophia Eva McCormick De Castro |
| 1994      | Parallel Lives       | Matty Derosa                   |
| 1995      | The Buccaneers       | Conchita Closson               |
| 1996      | Norma Jean & Marilyn | Marilyn Monroe                 |
| 2000      | The Great Gatsby     | Daisy Buchanan                 |
| 2003      | Will & Grace         | Diane                          |
| 2005      | Human Trafficking    | Kate Morozov                   |
| 2008      | House                | Dra. Cate Milton               |
| 2009      | The Last Templar     | Tess Chaykin                   |
| 2012      | Finding Mrs. Claus   | Mrs. Claus                     |
| 2013      | Trooper              | K. J. Flaxton                  |
| 2014-2015 | Falling Skies        | Sara                           |
| 2018      | StartUp              | Rebecca Stroud                 |
| 2018      | Modern Family        | Nicole Rosemary Page           |

## Premios y distinciones
Premios Óscar
| Año  | Categoría               | Película          | Resultado |
| ---- | ----------------------- | ----------------- | --------- |
| 1996 | Mejor Actriz de Reparto | Poderosa Afrodita | Ganadora  |

Globos de Oro
| Año  | Categoría                            | Película               | Resultado |
| ---- | ------------------------------------ | ---------------------- | --------- |
| 1996 | Mejor Actriz de Reparto              | Poderosa Afrodita      | Ganadora  |
| 1997 | Mejor Actriz - Miniserie o telefilme | Norma Jean and Marilyn | Nominada  |
| 2006 | Mejor Actriz - Miniserie o telefilme | Human Trafficking      | Nominada  |